# Sbarramento Passo Cimabanche
Lo sbarramento del Passo Cimabanche è uno sbarramento facente parte del XV settore di copertura Pusteria (successivamente passato al settore XVI settore di copertura Cadore - Carnia) del Vallo alpino in Alto Adige, costruito presso il passo Cimabanche, al confine tra la provincia autonoma di Bolzano e la provincia di Belluno.

## Storia
La val di Landro (ted. Hölensteintal) fa da collegamento tra la val Pusteria (Dobbiaco), scendendo perpendicolarmente verso sud, presso Carbonin (ted. Schluderbach) dividendosi in due: una via porta al passo Cimabanche (ted. Gemärk Pass) scendendo fino a Cortina d'Ampezzo, mentre l'altra porta innanzitutto al lago di Misurina, oltrepassando il passo Tre Croci (1.809 m) e giungendo anche in questo caso a Cortina.
Nel 1940, venne costruito uno sbarramento presso il passo Cimabanche, situato nella valle del rio Freddo, appartenente al raddoppio del III sistema difensivo, posto a protezione della conca d'Ampezzo, con uno sviluppo da nord-ovest (sulla Croda Rossa d'Ampezzo a quota 1.900 m) a sud-est (a quota 1.948 m). A inizio anno si prevedeva di costruire 8 opere difensive, resistenti ai grandi calibri, assieme ad una caverna con funzione di ricovero. La linea difensiva scendeva dal Col Fiedo (2804 m) e risalviva presso il Forame (2445 m), ed aveva il compito di sbarrare la strada statale 51 di Alemagna e la ferrovia delle Dolomiti. L'intero sbarramento era armato da 14 fucili mitragliatori, 19 mitragliatrici, 2 pezzi anticarro, 2 lanciafiamme e 4 cannoni da 75/27.
Verso la fine del 1940 le opere previste risultavano in buona parte ultimate, per lo meno nella parte muraria. In particolare:
- opera 1: in caverna, con un armamento previsto di 4 mitragliatrici, 1 pezzo anticarro da 47/32 e con osservatorio in casamatta con piastra;
- opera 2: in calcestruzzo, con un armamento previsto di 4 mitragliatrici e 1 lanciafiamme;
- opera 3: in calcestruzzo, con un armamento previsto di 3 mitragliatrici, 1 pezzo anticarro da 47/32 e 1 lanciafiamme diretto verso il fossato anticarro.

Per le altre 3 opere si stavano concludendo i lavori di muratura:
- opera 3 bis: in caverna, con un armamento previsto di 2 mitragliatrici;
- opera 4: in caverna, con un armamento previsto di 3 mitragliatrici e 1 osservatorio in casamatta con piastra. Questa era l'opera a comando dello sbarramento;
- opera 5: in caverna, con un armamento previsto di 3 mitragliatrici.

Altre opere invece vennero lasciate a livello di scavo o sulla carta:
- opera 1bis: ricovero attivo in caverna, con un armamento previsto di 2 mortai da 81 mm (mai realizzato);
- opera 4bis: in caverna, con un armamento previsto di un cannone da 75/21 (rimasto a livello di scavo).

Nel 1941, altre al completamento del fossato anticarro, si era previsto un piano generale per l'illuminazione della zona riguardante la difesa dello sbarramento; vennero predisposte due postazioni scoperte per fotoelettriche, per la precisione una da 90 cm presso il ricovero 1bis per controllare le provenienze dal lago di Misurina favorendo l'azione della batteria 4bis e una da 60 cm posta tra le opere 3 e 3bis con azione verso lo sbocco della valle dei Canopi. Questo progetto, che venne approvato nel settembre del 1941, alla fine non venne mai attuato.
Quando arrivò la sospensione dei lavori nel 1942, le opere ultimate erano state completate anche negli arredamenti interni, compreso l'impianto di ventilazione, ma erano del tutto prive degli armamenti: mitragliatrici e cannoni anticarro. A metà 1942 le opere vennero consegnate al sottosettore “Drava” di San Candido del XV Settore di Copertura della Guardia alla Frontiera.

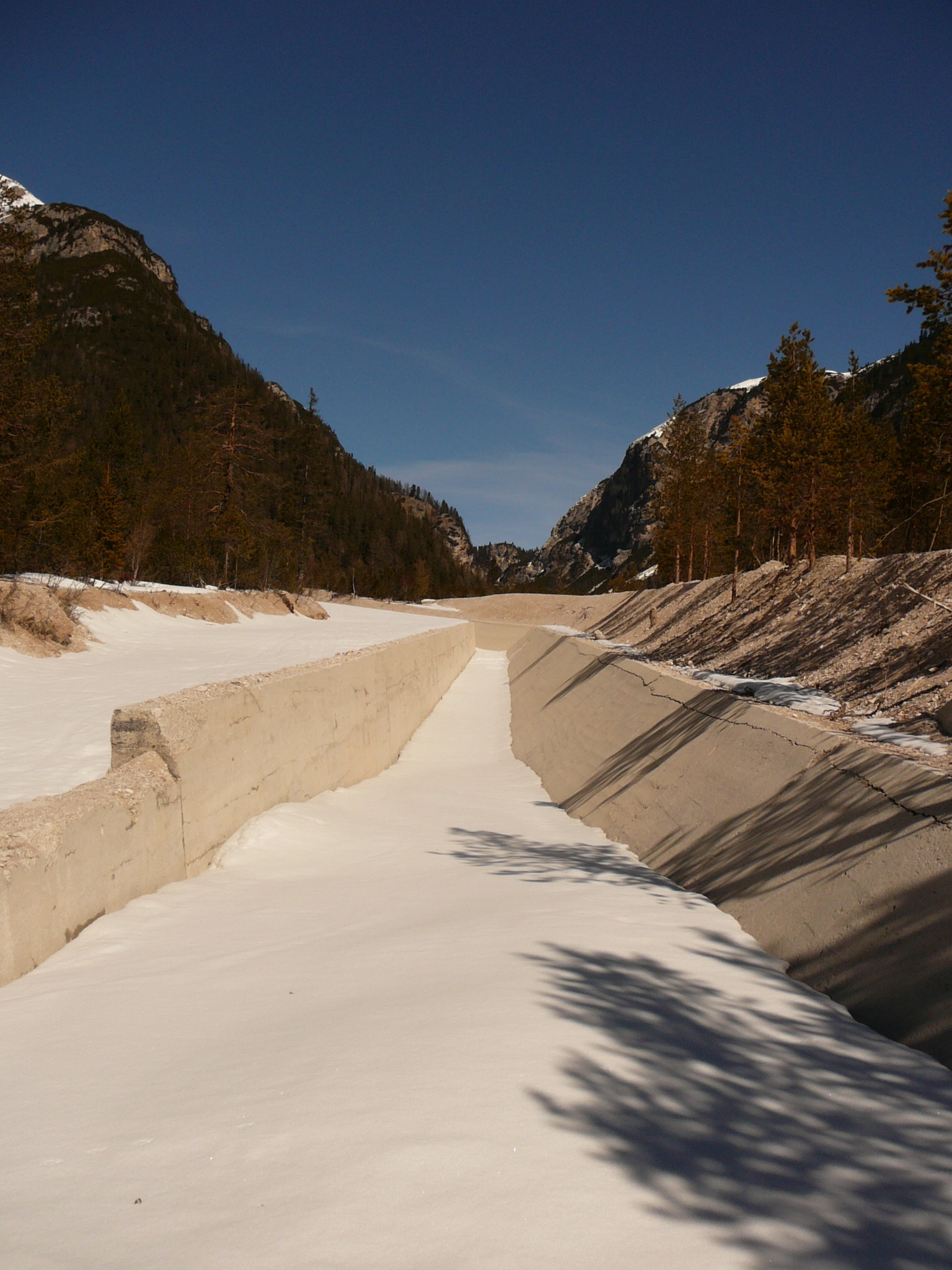
La parte occidentale del fossato anticarro, in parte ricoperto di neve (e sotto detriti).

Per la costruzione delle opere di questo sbarramento, la ferrovia delle Dolomiti (Calalzo-Dobbiaco) (oggi smantellata ed adibita a pista ciclabile: la ciclabile delle Dolomiti), ha rivestito un ruolo rilevante per il trasporto del materiale da costruzione e delle blindature dello sbarramento. Per la costruzione dello sbarramento fu quindi allestito un apposito scalo, con un binario per permettere la giratura delle locomotive (oggi rimane visibile solamente il vecchio edificio della stazione).
Dato che lo sbarramento dopo il 1945 non era più militarmente utile, attualmente esso si trova nelle stesse condizioni di quando i lavoratori lo avevano messo a punto, con l'aggiunta del normale degrado. La mimetizzazione tuttavia venne completata miseramente: certamente le feritoie furono mimetizzate, e le nude mura di calcestruzzo furono tinteggiate con colori mimetici, cosicché oggi le opere lasciano mostrate le loro mura lisce.
Nel dopoguerra lo sbarramento con le sue opere non fu riutilizzato militarmente, nonostante vi siano tracce di un suo riutilizzo come deposito.
Dato che la zona del passo è stata zona di confine, e quindi di guerra, durante la prima guerra mondiale, è possibile ricondurre molte delle tracce che si possono osservare presso il passo a quel periodo, e non al periodo del Vallo Alpino.

## Fossato anticarro
Dello sbarramento faceva parte un fossato anticarro lungo 900 metri circa (di cui circa 750 m verso est), con un'altezza pari a 3 metri. Il fossato inizia ai piedi de "Il Forame" (2.445 m), parte in direzione nord, tagliando l'antico percorso della ferrovia delle Dolomiti, quindi si estende in direzione nord-ovest, per terminare ai piedi del "Col Fiedo". Come di consueto l'ostacolo esegue nel suo centro una leggera svolta, cosicché le opere poste ai limite del fossato, con i loro cannoni anticarro non si sparassero vicendevolmente contro per errore. La strada statale e la ferrovia erano invece interrotte con spezzoni metallici e interruzioni sui ponti. A 750 metri ad est del fossato erano previste ulteriori interruzioni stradali e ferroviarie.
Fino a pochi anni fa, il fossato anticarro per un lungo tratto era seppellito, e quindi solo riconoscibile a tratti. Recentemente (2006) è stato dissotterrato, per utilizzarlo come canale di scolo e risulta particolarmente ben conservato.

## Tabella delle opere dello sbarramento
|            | Tipo         | Fuc. MTR | MTR | Cann A.C. | 75/27 | Osserv. | Note                |
| ---------- | ------------ | -------- | --- | --------- | ----- | ------- | ------------------- |
| Opera 1    | Grande CAV   | 1        | 4   | 1         | -     | 1c      |                     |
| Opera 1bis | Ricovero CAV | 2        | -   | -         | -     | 1/t     | 2 mortai da 81mm    |
| Opera 2    | Media CLS    | 2        | 4   | -         | -     | 1p      | 1 lanciafiamme      |
| Opera 3    | Media CLS    | 1        | 3   | 1         | -     | 1p      | 1 lanciafiamme      |
| Opera 3bis | Piccola CAV  | 1        | 2   | -         | -     | -       |                     |
| Opera 4    | Media CAV    | 2        | 3   | -         | -     | 1c      |                     |
| Opera 4bis | Grande CAV   | 2        | -   | -         | 4     | -       | Comando sbarramento |
| Opera 5    | Media CAV    | 2        | 3   | -         | -     | -       |                     |
| Totale     |              | 12       | 19  | 2         | 4     | 5       |                     |

## Descrizione dello sbarramento

### Opera 1
- Come raggiungere l'opera

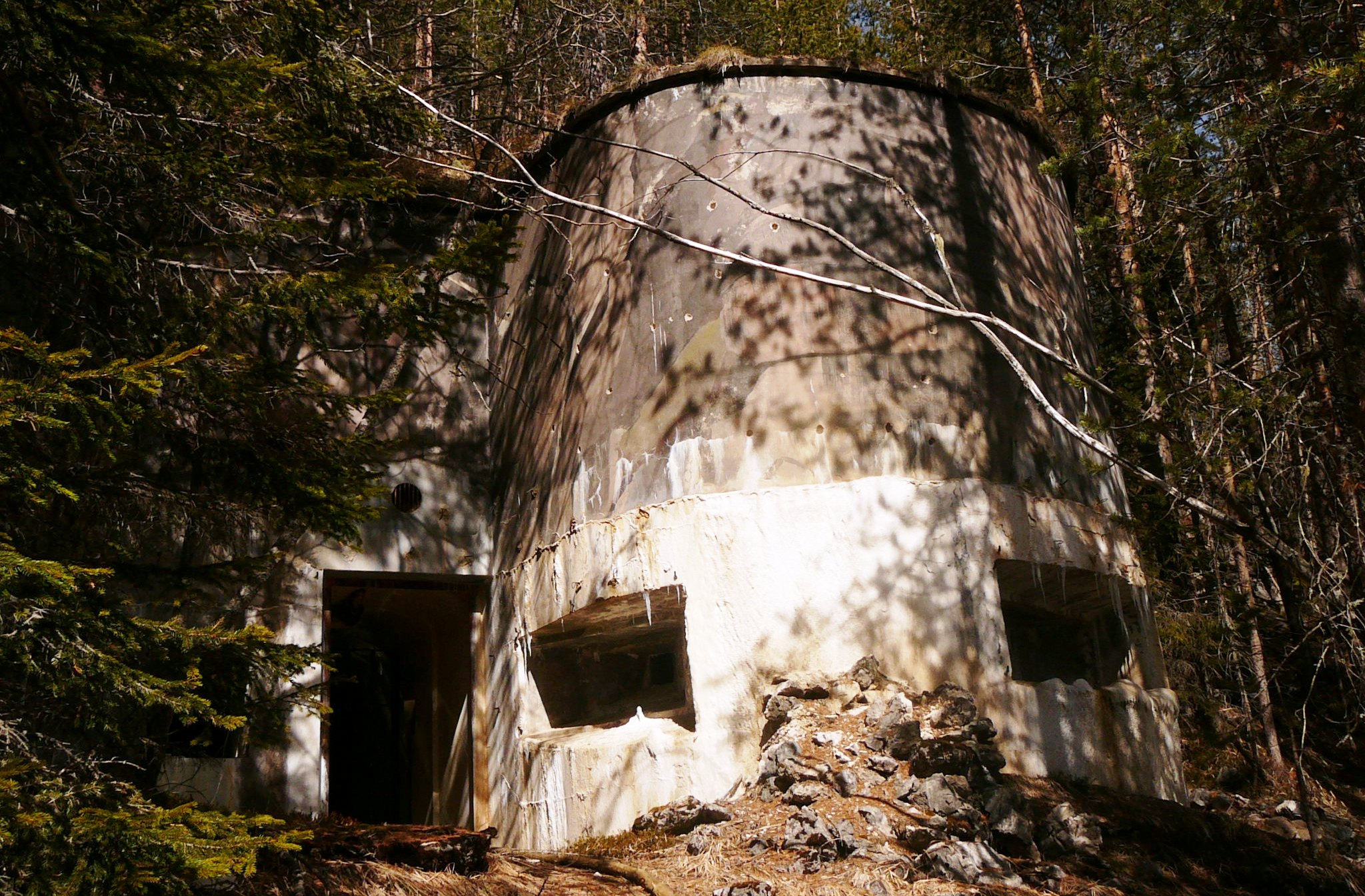
La caponiera con uno dei suoi 2 ingressi

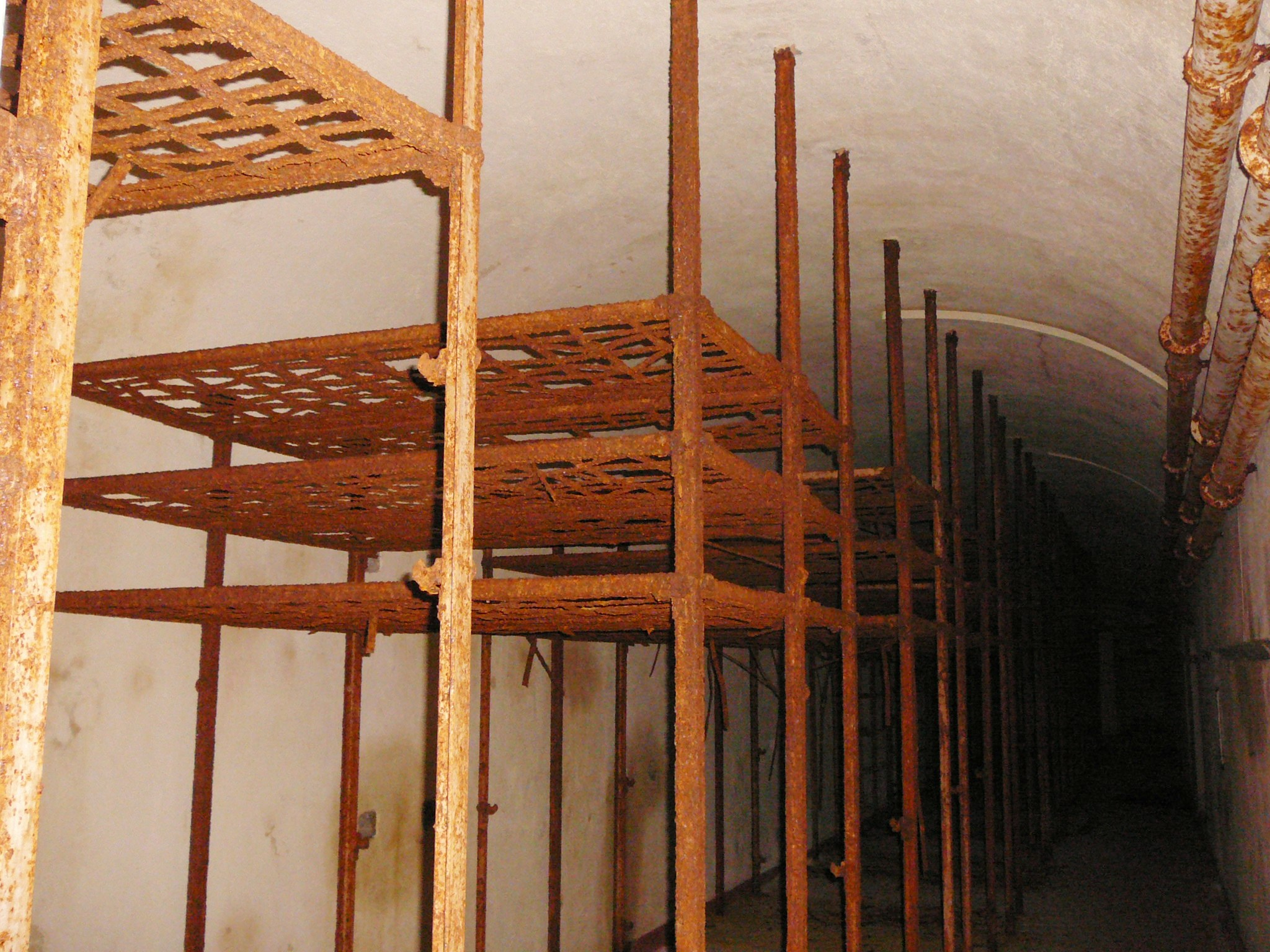
Le brande nella camerata dell'opera

L'opera si trova a nord del passo, alla fine del fossato anticarro.
- Caratteristiche

L'opera è scavata in cavera e di grosse dimensioni, sita ai piedi della Croda Rossa d'Ampezzo.
Davanti all'Opera 1, che con il suo cannone tiene sotto tiro la parte nord del fossato, i costruttori del Vallo Alpino dovevano completare il tutto, incanalare un ruscello attraverso il fossato anticarro. Nella prossimità dell'Opera 1 si trova un accenno di caverna nella roccia (tuttavia bisogna tener conto, che in questa regione si trovano numerose caverne risalenti alla prima guerra mondiale), da qui molto probabilmente una postazione di artiglieria batteva la valle fino a monte Piana. Bisogna tenere a mente che il progetto di questo sbarramento tiene conto della disfatta di almeno sei solidi sbarramenti precedenti.
- Armamento previsto

4 mitragliatrici, 1 cannone anticarro 47/32
- Ingressi

L'opera ha 2 ingressi
- Dati relativi a febbraio 2007
- Coordinate geografiche: 46°37′29.39″N 12°10′38.33″E

### Opera 2
Come raggiungere l'opera
L'opera è raggiungibile a breve dal passo, portandosi in direzione nord, e si trova sul ghiaione sottostante le opere 1 e 4.
- Caratteristiche

L'opera è di grandi dimensioni, costruita in calcestruzzo ed è mascherata in modo tale da sembrare da lontano una normale casa;
Particolarmente bizzarra è la mimetizzazione dell'opera 2, posizionata in mezzo a una zona piena di sassi che sono scivolati dalle cime circostanti, quindi difficile da nascondere. Dalla strada si osserva quella che pare essere una facciata di una casa. Il telaio della finestra in legno, così come l'imitazione del camino non sono da dimenticare. Attorno a questo bunker, si trovano le fondamenta di altri 5 edifici; c'è la possibilità che siano soltanto baracche leggere, con la funzione di lasciar confondere l'opera in mezzo ad altri edifici.
- Armamento previsto

2 fucili mitragliatori, 4 mitragliatrici, 1 osservatorio, 1 lanciafiamme
- Ingressi

L'opera ha 2 ingressi
- Dati relativi a febbraio 2008
- Coordinate geografiche: 46°37′18.69″N 12°10′41.77″E

### Opera 3
Come raggiungere l'opera

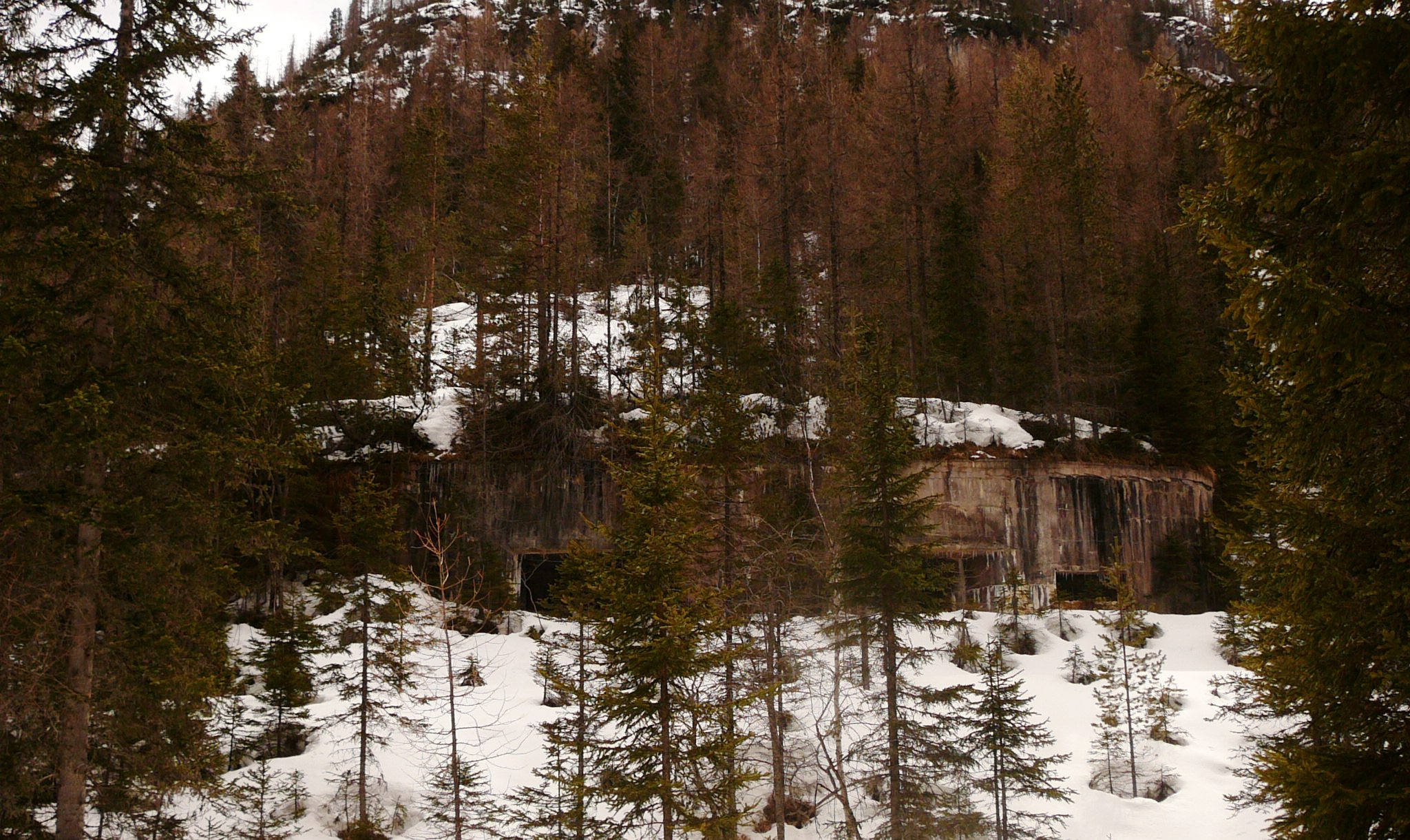
Opera 3 piantina Cimabanche.jpg

Dal passo l'opera è raggiungibile, semplicemente seguendo l'estremo sud del fossato anticarro.
- Caratteristiche

Opera di medie dimensioni in calcestruzzo, situata ad una delle estremità del fossato anticarro, su cui batteva un cannone anticarro.
- Armamento previsto

1 fucile mitragliatore, 3 mitragliatrici, 1 cannone anticarro 47/32, 1 lanciafiamme
- Ingressi

L'opera ha 2 ingressi
- Dati relativi a febbraio 2008
- Coordinate geografiche: 46°37′02.07″N 12°10′56.31″E

### Opera 3bis
Come raggiungere l'opera
Dal passo, si possono percorre una delle tante stradine (anche quella più a sud, che passa per l'opera 3), che conducono tutte all'inizio del sentiero che porta sul monte Forame. Dopo 10 metri dall'inizio del sentiero, sulla destra si risale una traccia che porta all'opera.
Altra via d'accesso è probabilmente dall'opera 5, che seguendo un'esigua traccia di sentiero, e costeggiando il costone de "Il Forame", porta all'opera 3bis.
- Caratteristiche

L'opera è di piccole dimensioni in caverna, posta in posizione più arretrata rispetto all'opera 3. L'opera è dotata di una sua caponiera ed un suo ingresso, dove al suo interno si trova come sempre una grande stanza dove erano alloggiati i soldati. All'interno l'opera è completa delle tubazioni dell'aria, come tutte le opere del passo. Al di fuori dell'opera si trova un muretto, dove forse era posizionata l'artiglieria.
Proseguendo oltre nel sentiero che porta al Forame, si incontrano delle grandi caverne scavate nella roccia, e alcuni resti di baracche e postazioni. Queste non sono da confondere con le opere del Vallo Alpino; esse appartengono all'esercito austro-ungarico che le costrui' nel periodo della Prima Guerra Mondiale.
- Armamento previsto

1 fucile mitragliatore, 2 mitragliatrici
- Ingressi

L'opera ha 1 ingresso
- Dati relativi a aprile 2008
- Coordinate geografiche: 46°36′49.67″N 12°11′01.38″E

### Opera 4
Come raggiungere l'opera

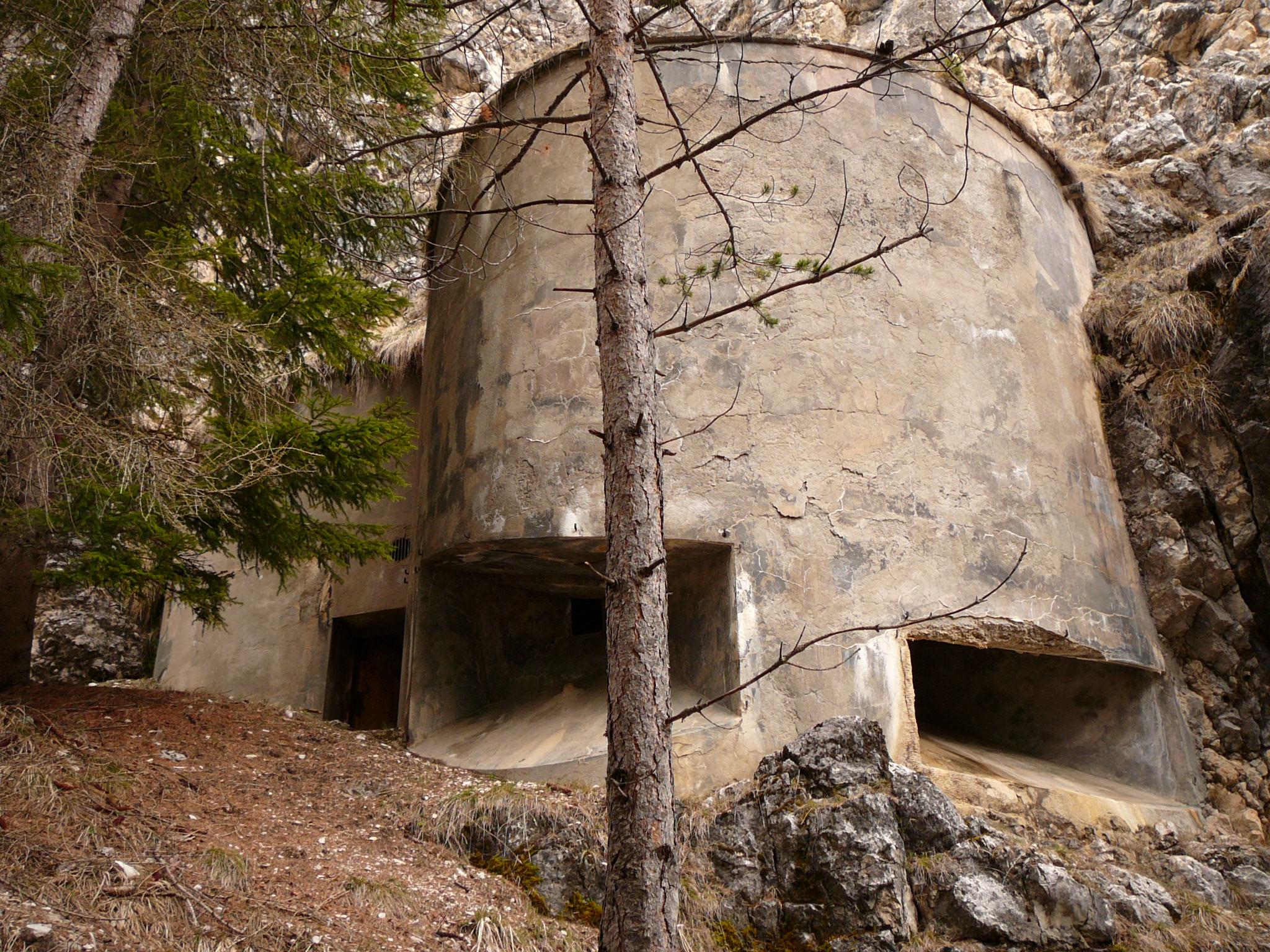
La caponiera superiore d'ingresso dell'opera 4

L'opera è posta pressappoco alla stessa quota dell'opera 1, ma più ad ovest. Si trova sopra al lago Bianco, e non è semplicemente raggiungibile. Un metodo, il più breve ma difficoltoso, è quello di risalire il ghiaione che scende dal Col Fiedo. Altra strada è quella di percorrere il sentiero numero 8, che porta leggermente in quota su una mulattiera, e poi seguire tracce di sentiero che portano, mantenendosi più o meno in quota, all'opera.
- Caratteristiche

L'opera è di media grandezza e scavata in caverna, ad una quota di poco inferiore ai 1.700 m. L'opera ha 3 feritoie per mitragliatrici, una torretta di osservatorio e due caponiere che vanno a difendere i due ingressi. Entrando dall'ingresso più alto (l'unico agibile), si scendono tre rampe e mezzo di scale che portano all'opera vera e propria. Qui si trova una camerata che ospita ancora i letti a castello dei soldati e degli ufficiali. Si trova inoltre, dentro una stanza, una vecchia stufa a legna. L'accesso alla torretta è molto pericoloso, in quanto le tre scale a chiocciola che la raggiungono sono da parzialmente a totalmente distrutte. Sempre al suo interno si trova ancora il bancale che instrada l'aria nelle varie tubazioni, ancora oggi presenti, ma arrugginite.
- Armamento previsto

2 fucili mitragliatori, 3 mitragliatrici, 1 osservatorio in casamatta
- Ingressi

L'opera ha 2 ingressi
- Dati relativi a aprile 2008
- Coordinate geografiche: 46°37′23.49″N 12°10′19.1″E

### Opera 4bis
Come raggiungere l'opera
L'opera è posta poco più a nord dell'opera 4, e leggermente a est.
- Caratteristiche

L'opera doveva essere scavata nella roccia, ovvero risultare un'opera in caverna, ma è rimasta a livello di scavo. Questa doveva anche essere l'opera a comando dello sbarramento.
- Armamento previsto

4 cannoni da 75/27
- Ingressi

L'opera ha diversi ingressi dato che non risulta completa, ma nel piano originale aveva due ingressi posti a sud
- Dati relativi a aprile 2008
- Coordinate geografiche: 46°37′22.71″N 12°10′17.8″E

### Opera 5
Come raggiungere l'opera
Superato il passo in direzione di Cortina, sulla sinistra vi è una traccia che porta all'opera. L'opera è posta in mezzo al ben visibile canalone, dove passa un rio. Una via per trovare l'opera senza perdersi è quella di risalire il rio, fino a trovare sulla destra una delle sue due caponiere, con uno degli ingressi.
- Caratteristiche

L'opera di medie dimensioni è scavata nella roccia. L'opera inoltre presenta due caponiere (una a nord ed una a sud), con i due accessi. L'accesso nord dà proprio sul canalone del rio.
Dalla caponiera nord fuoriescono due vistosi tubolari lunghi 1 metro circa. Questi potrebbero essere lo scarico e la presa d'aria del gruppo elettrogeno, che oramai privi della loro copertura mimetica, risultano alquanto visibili.
- Armamento previsto

2 fucili mitragliatori, 3 mitragliatrici
- Ingressi

L'opera ha 2 ingressi
- Dati relativi a aprile 2008
- Coordinate geografiche: 46°36′43.99″N 12°10′26.15″E